# Vaalwaard
Het natuurgebied de Vaalwaard is een restant van een grote kronkelwaard in een meanderbocht van de IJssel bij Giesbeek. 
Ongeveer twee derde van de oorspronkelijke Vaalwaard is sinds 1992 door zandwinning veranderd in water. Na het beëindigen van de zandwinning zal de hier ontstane Valeplas door Natuurmonumenten en de beheerder van de Rhederlaag heringericht worden. 
Het aan de oostzijde nog resterende deel van de Vaalwaard is een smalle strook langs de IJssel. Het is een relatief reliëfrijk terrein met stroomruggen en tussengelegen laagtes. De Vaalwaard is een vogelrustgebied en onder meer van belang voor ganzen en steltlopers. Bij een broedvogelinventarisatie in 2011 zijn territoria van 20 bijzondere soorten vastgesteld, waaronder veel soorten van ruigten en struwelen. Weidevogels zijn grotendeels verdwenen, terwijl watervogels nieuw zijn in het gebied. De Vaalwaard is een beschermd vogelgebied en voor het publiek niet toegankelijk. Vanaf de IJsseldijk bij De Steeg kan men vogels spotten. 